# Rune Börjesson
Pour les articles homonymes, voir Börjesson.
Rune Börjesson (né le 5 avril 1937 à Göteborg et mort le 22 février 1996 à Stockholm) était un joueur de football suédois.

## Carrière
Meilleur buteur du Championnat de Suède de football en 1959 et en 1960, il rejoint ensuite le championnat italien pour jouer à la Juventus de Turin qui l'achète à l'Örgryte IS pour la saison 1961-1962.
À Turin, il ne reste que le mois de novembre, sans jouer un match. Il rejoint ensuite Palermo pour la saison 1961-1962 où il joue 15 matchs et inscrit 3 buts. La saison suivante, il joue 27 matchs pour 7 buts, dont un contre son ancienne équipe de la Juve le 9 décembre 1962.
En 1964, il retourne finir sa carrière à l'Örgryte.

## Palmarès

### Individuel
- Meilleur buteur de l'Allsvenskan : 2

1959 (21 buts), 1960 (24 buts)